# Gennady Rozhdestvensky
Gennady Nikolayevich Rozhdestvensky (em russo: Генна́дий Никола́евич Рожде́ственский, Moscou, 4 de maio de 1931 - 16 de junho de 2018) foi um maestro russo.

## Biografia
Gennady Nikolayevich Rozhdestvensky nasceu em Moscou, Rússia. Seu pai era o notável maestro e pedagogo Nikolai Anosov, e sua mãe a soprano Natalya Rozhdestvenskaya. Seu nome era, inicialmente Gennady Nikolayevich Anosov, mas ele adotou o sobrenome de sua mãe, como forma masculina para sua carreira profissional, para não parecer nepotismo.
Ele estudou condução com seu pai no Conservatório de Moscou e piano com Lev Oborin. Aos vinte anos de idade, conduziu uma performance de O Quebra Nozes, de Pyotr Ilyich Tchaikovsky no Teatro Bolshoi e rapidamente estabeleceu sua reputação. Ele conduziu a première de muitos trabalhos de compositores soviéticos, incluindo Le soleil des Incas de Edison Denisov em 1964, como também a première russa da ópera A Midsummer Night's Dream de Benjamin Britten e a première ocidental da quarta sinfonia de Dmitri Shostakovich em 1962, no Festival de Edimburgo. Ele tornou-se o Diretor Artístico do Teatro Bolshoi em 2000 e em 2001 conduziu a première da versão original de The Gambler de Sergei Prokofiev.
Rozhdestvensky já foi o maestro de inúmeras orquestras: Orquestra do Teatro Bolshoi de 1951 a 1961, da Orquestra Sinfônica de Toda União da Rádio e Televisão (Moscou) de 1961 a 1974, da Orquestra do Teatro Bolshoi (como Maestro Residente) de 1964 a 1970, da Orquestra de Câmara do Teatro de 1974 a 1985, da Orquestra Filarmônica Real de Estocolmo (como diretor artístico) de 1974 a 1977, da Orquestra Sinfônica da BBC de 1978 a 1981, da Sinfônica de Viena de 1980 a 1982, da Orquestra Sinfônica do Ministério da Cultura da União Soviética de 1983 a 1991 e finalmente da Orquestra Filarmônica Real de Estocolmo, como maestro de 1992 a 1995.
Com a Orquestra Sinfônica do Ministério de Cultura da União Soviética, ele gravou todas as sinfonias de Dmitri Shostakovich, Alexander Glazunov, Anton Bruckner, Alfred Schnittke, Arthur Honegger e Ralph Vaughan Williams.
Ele também conduziu as maiores orquestras do mundo, incluindo a Filarmônica de Berlim, a Orquestra Real do Concertgebouw, a Orquestra Sinfônica de Boston, a Orquestra Sinfônica de Chicago, a Orquestra de Cleveland, a Orquestra Filarmônica de Israel e a Orquestra Sinfônica de Londres.

## Vida pessoal
Em 1969 casou-se com a pianista Viktoria Postnikova.

### Morte
Morreu em 16 de junho de 2018, aos 87 anos.